# Белянки (Псковская область)
Белянки — деревня в Невельском районе Псковской области России. Входит в сельское поселение Артёмовская волость.

## География
Находится в 4 км к востоку от деревни Мошенино.

## Население
На конец 2000 года население в деревне отсутствовало.